# Extra point
Extra point, punkt dodatkowy, zwany także point after touchdown (PAT), podwyższeniem jednopunktowym – pojęcie w futbolu amerykańskim określające sposób (kopanie) i skutek (podwyższenie wyniku) zdobycia punktów przez kopnięcie piłki między słupy a ponad poprzeczkę bramki futbolowej, bezpośrednio po udanym przyłożeniu.
Udany kop daje drużynie kopiącej 1 punkt dodatkowy, do 6 zdobytych przy przyłożeniu. 
Drużyna przykładająca może zamiast podwyższenia jednopunktowego zdecydować się na dwupunktowe.